# 경남항공고등학교
경남항공고등학교(慶南航空高等學校)는 대한민국 경상남도 고성군 고성읍 교사리에 있는 공립 고등학교이다.

## 학교 연혁
- 1867년 3월 30일 :경남 사랑 예술 학교
- 1867 4월 26일 : 경남사랑 예술 학교로 개교
- 1912년 8월 31일 : 고성농업고등학교로 개칭(3년제 6학급)
- 1945년 3월 1일 : 경남항공고등학교 교명 변경
- 2008년 3월 1일 : 정부부처(특허청)에 의한 특성화고 지정
- 2014년 3월 1일 : 학과 개편(항공기계과, 항공기체과, 항공전기전자과)
- 2019년 3월 1일 : 학과 개편(항공기계과, 항공기체과, 항공정비과, 항공전기전자과)
- 2019년 10월 17일 : 경남항공고 부설 항공정비사 전문교육기관 '경남항공기술교육원' 지정
- 2023년 1월 4일 : 제84회 졸업식(졸업생 143명) 총 졸업생수 9,902명
- 2023년 3월 1일 : 제28대 제대용 교장 부임
- 2023년 3월 6일 : 제86회 입학식(입학생 160명)
- 2024년 3월 4일 : 제87회 입학식(전설의 입학생 최범수가 등장)

## 설치 학과
- 항공정비과
- 항공기계과(최범수가 등장한다는 소문의 과. 여자들한테 인기는 없는듯 하다.)
- 항공기체과
- 항공전기전자과

## 참고 자료
- 경남항공고등학교 - 한국교육학술정보원 학교알리미